# Hans Christiaens
Hans Christiaens (ur. 12 stycznia 1964 w Zele) – belgijski piłkarz grający na pozycji napastnika. Był reprezentantem Belgii.

## Kariera klubowa
Swoją karierę piłkarską Christiaens rozpoczął w klubie KFC Eendracht Zele, w którym w sezonie 1981/1982 zadebiutował w trzeciej lidze belgijskiej. W 1982 roku przeszedł do pierwszoligowego KSK Beveren. W sezonie 1982/1983 zdobył z nim Puchar Belgii, a w sezonie 1983/1984 wywalczył z nim mistrzostwo kraju. W Beveren grał do 1986 roku.
Latem 1986 Christiaens odszedł z Beveren do KSV Waregem. Spędził w nim trzy sezony, po czym w 1989 roku został zawodnikiem Club Brugge. W sezonie 1989/1990 wywalczył z Brugge tytuł mistrza Belgii, a w sezonie 1990/1991 sięgnął z nim po krajowy puchar. W Brugge grał przez dwa lata.
W 1991 roku Christiaens został piłkarzem duńskiego Brøndby IF. Po dwóch latach gry w nim wrócił do Belgii i sezon 1993/1994 spędził w KSV Waregem. W latach 1994–1998 grał w czwartoligowym KSK Ronse, a swoją karierę zakończył po sezonie 1998/1999 jako zawodnik klubu KSK Wevelgem City.
| Sezon   | Klub               | Kraj   | Rozgrywki     | Mecze | Gole |
| ------- | ------------------ | ------ | ------------- | ----- | ---- |
| 1981/82 | KFC Eendracht Zele | Belgia | Derde klasse  | ?     | ?    |
| 1982/83 | KSK Beveren        | Belgia | Eerste klasse | 3     | 1    |
| 1983/84 | KSK Beveren        | Belgia | Eerste klasse | 3     | 0    |
| 1984/85 | KSK Beveren        | Belgia | Eerste klasse | 22    | 10   |
| 1985/86 | KSK Beveren        | Belgia | Eerste klasse | 19    | 6    |
| 1986/87 | KSV Waregem        | Belgia | Eerste klasse | 28    | 12   |
| 1987/88 | KSV Waregem        | Belgia | Eerste klasse | 33    | 9    |
| 1988/89 | KSV Waregem        | Belgia | Eerste klasse | 24    | 14   |
| 1989/90 | Club Brugge        | Belgia | Eerste klasse | 31    | 5    |
| 1990/91 | Club Brugge        | Belgia | Eerste klasse | 9     | 2    |
| 1991/92 | Brøndby IF         | Dania  | Superligaen   | 5     | 0    |
| 1992/93 | Brøndby IF         | Dania  | Superligaen   | 18    | 1    |
| 1993/94 | KSV Waregem        | Belgia | Eerste klasse | 12    | 3    |
| 1994/95 | KSK Ronse          | Belgia | IV liga       | ?     | ?    |
| 1995/96 | KSK Ronse          | Belgia | IV liga       | ?     | ?    |
| 1996/97 | KSK Ronse          | Belgia | IV liga       | ?     | ?    |
| 1997/98 | KSK Ronse          | Belgia | IV liga       | 1     | 0    |
| 1998/99 | KSK Wevelgem City  | Belgia | IV liga       | 14    | 4    |

## Kariera reprezentacyjna
W reprezentacji Belgii Christiaens zadebiutował 2 października 1988 w przegranym 1:2 towarzyskim meczu z Brazylią, rozegranym w Antwerpii, gdy w 60. minucie zmienił Enzo Scifo. W kadrze narodowej rozegrał 2 mecze, oba w 1988 roku.